# Naya na (Pick Me)
„Naya na (Pick Me)” (kor.  나야 나 (PICK ME), ang. It's Me (Pick Me)) – piosenka śpiewana przez uczestników programu survivalowego Produce 101 Season 2 Mnetu, a także jego piosenka przewodnia. Została wydana cyfrowo 9 marca 2017 roku przez CJ E&M, razem z teledyskiem. Tego samego dnia piosenka została zaprezentowana w 514 odcinku programu muzycznego M Countdown, w którym 101 uczestników zostało przedstawionych przez BoA.
„Pick Me” to piosenka z gatunku EDM skomponowana i napisana przez Ryan S. Jhuna.
Piosenka została nagrana ponownie przez zwycięzców programu, grupę Wanna One, i wydana na ich debiutanckim minialbumie 1X1=1 (To Be One).

## Notowania i sprzedaż
| Lista              | Najwyższa pozycja | Sprzedaż      |
| ------------------ | ----------------- | ------------- |
| Gaon Digital Chart | 26                | KOR: 781 339+ |